# چلوکبابی شمشیری
چلوکبابی شمشیری از غذاخوری‌های بسیار معروف و معتبر تهران بود.
این چلوکبابی که در اصل قهوه‌خانه کوچکی در ضلع جنوب شرقی سبزه‌میدان بود و قهوه‌خانه «مبال‌آباد» نامیده می‌شد، متعلق به شخصی به نام محمدحسن شمشیری بود. در هنگامه مبارزات جبهه ملی و ملی شدن صنعت نفت ایران، قهوه‌خانه مزبور به چلوکبابی آبرومندی تغییر کاربری داد. حاج حسن نیز به جبهه ملی پیوست و کار او چنان بالا گرفت که حتی در جریان تحریم نفت ایران یک میلیون ریال از اوراق قرضه دولت را خریداری نمود. بعد از کودتای ۲۸ مرداد، شمشیری مغضوب حکومت شد و مدتی به جزیره خارگ تبعید گردید. او هنگام مرگ ثروت زیادی داشت و بی فرزند بود. آرامگاه او در ابن بابویه است. بعدها بسیاری از چلوکبابی‌های تهران شمشیری نامیده شدند.